# Callicebus coimbrai
Callicebus coimbrai är en däggdjursart som beskrevs av Kobayashi och Langguth 1999. Callicebus coimbrai ingår i släktet springapor och familjen Pitheciidae. IUCN kategoriserar arten globalt som starkt hotad. Inga underarter finns listade.
Denna springapa förekommer i östra Brasilien i delstaten Bahia. Habitatet utgörs av olika slags skogar.
Arten når en kroppslängd (huvud och bål) av 34,7 till 36 cm, en svanslängd av 45,3 till 48,4 cm och en vikt av 1,0 till 1,3 kg. Nakna delar av ansiktet samt pälsen på hjässan och kring öronen är svarta. Däremot är andra delar av pälsen på huvudet vitaktiga och ljusare än bålens päls. Bålens päls har en ljus gulbrun färg med några tvärstrimmor på ryggens topp. Även händer och fötter står med sin svarta färg i kontrast till pälsen på andra kroppsdelar. På svansen förekommer rödbrun till orange päls.
Callicebus coimbrai är aktiv på dagen och klättrar främst i träd. Den äter vanligen frukter samt blad, blommor, frön och insekter.
En flock av ett monogamt föräldrapar och deras ungar har cirka 6 medlemmar. Äldre ungar jagas bort när de blir könsmogna. Arten har olika läten för kommunikationen. Ett av djurets trivialnamn i utbredningsområdet (guigo) härmar ett av springapans läten.